# Dietrich Henschler
Dietrich Henschler (* 19. November 1924 in Glösa; † 4. April 2014 in Würzburg) war ein deutscher Mediziner und Toxikologe. Er war über viele Jahre hinweg Leiter der MAK-Kommission der Deutschen Forschungsgemeinschaft (DFG).

## Leben und Werk
Henschler studierte an der Universität Würzburg Medizin, hier wurde er 1953 promoviert. Am Pharmakologischen Institut Würzburg habilitierte er sich 1957 bei Wilhelm Neumann über Struktur-Wirkungs-Beziehungen und Wirkungsmechanismen neurotoxischer Trikresylphosphate. Die Universität Würzburg ernannte ihn 1964 zum Außerplanmäßigen Professor, 1965 wurde er auf den neu eingerichteten Lehrstuhl für Toxikologie und Pharmakologie berufen, den er bis 1994 innehatte.
Seit 1961 war Dietrich Henschler Mitglied und 1969 bis 1992 Vorsitzender der Senatskommission zur Prüfung gesundheitsschädlicher Arbeitsstoffe der DFG, die die Maximale Arbeitsplatz-Konzentration (MAK-Wert) für Chemikalien festlegte. Mit Wolfgang Forth und Walter Rummel war er Gründungsherausgeber des als „Forth“ bekannten, heute in der 10. Auflage vorliegenden „Lehrbuchs der allgemeinen und speziellen Pharmakologie und Toxikologie“. Er hat zahlreiche Monographien über gesundheitsschädliche Arbeitsstoffe herausgegeben und war langjährig Mitglied der Schutzkommission beim Bundesminister des Innern. Er war auch ehrenamtlich in der Kommission Reinhaltung der Luft tätig.
Er wurde 1975 mit dem Großen Bundesverdienstkreuz ausgezeichnet.
Dietrich Henschler starb am 4. April 2014.

## Veröffentlichungen (Auswahl)
- Toxikologie chlororganischer Verbindungen : der Einfluss von Chlorsubstituenten auf die Toxizität organischer Moleküle, Weinheim; New York; Basel; Cambridge; Tokyo : VCH 1994, ISBN 3-527-29262-4.
- mit Wilhelm B. Deichmann, Bo Holmstedt und Gundolf Keil: What is there that is not poison? A study of the „Third Defense“ by Paracelsus. In: Arch. Toxicol. Band 58, 1986, S. 207–213; auch in: The Hexagon. Band 79, 1988, Nr. 3, S. 43–49.
- (Hrsg.): Passivrauchen am Arbeitsplatz / DFG, Dt. Forschungsgemeinschaft, Senatskomm. zur Prüfung Gesundheitsschädlicher Arbeitsstoffe., Weinheim; Deerfield Beach, FL : VCH 1985.
- (Hrsg.): Gesundheitsschädliche Arbeitsstoffe : toxikologisch-arbeitsmedizinische Begründungen von MAK-Werten (Maximale Arbeitsplatz-Konzentrationen) / bearbeitet von der Arbeitsgruppen "Aufstellung von MAK-Werten" und "Festlegung von Grenzwerten für Stäube" der Kommission zur Prüfung Gesundheitsschädlicher Arbeitsstoffe der Deutschen Forschungsgemeinschaft., Weinheim/Bergstr. : Verlag Chemie 1974 (Loseblattsammlung)
- Gemeinsam u. a. mit Friedrich Bär, Wolfgang Bruns, Hans-Jürgen Hapke, Otto Rudolf Klimmer, Herbert Remmer, Wolfgang Wirth: Denkschrift Toxikologie, Deutsche Forschungsgemeinschaft, Harold Boldt Verlag KG, Boppard, 1975